# Грабен
Грабен (на немски: Graben – ров, канавка) в геологията се нарича участък от земната кора, относително потънал по стръмни, често вертикални тектонични разломи спрямо околните участъци. Грабените се делят на два вида: обикновен грабен – когато участък от земната кора е потънал по две по принцип успоредни разломни линии; сложен или стъпаловиден грабен – когато участък от земната кора е потънал по 4, 6 и повече успоредни разломни линии. Грабен може да възникне също, когато два съседни блока се издигат по разломи, а средният остава на място.
Дължината на грабена може да достигне стотици километри, а ширината от десетки до стотици километри. Най-голямата система от грабени в Африка се намира по протежението на езерата Виктория, Малави и Танганика. В Русия голям грабен представлява котловината на езерото Байкал. Голям грабен в Западна Европа се явява долината на река Рейн. Подобни грабени от планетарен мащаб се наричат рифтове или рифтови зони.